# Timbale (cuisine)
Pour les articles homonymes, voir Timbale.
 (août 2024).
Si vous disposez d'ouvrages ou d'articles de référence ou si vous connaissez des sites web de qualité traitant du thème abordé ici, merci de compléter l'article en donnant les références utiles à sa vérifiabilité et en les liant à la section « Notes et références ».
En cuisine, une timbale est une préparation culinaire faite dans un ustensile de cuisine du même nom ou un moule à soufflé métallique (généralement en cuivre étamé) haut et rond.

## Description
Timbale (en français : [tɛ̃bal]) provenant du terme « tambour », aussi connu sous la forme Timbales, désigne un type de poêle utilisée comme support ou bien même la nourriture cuisinée à l’intérieur de l’ustensile.

### Ustensile
Les timbales peuvent être larges (comme pour réaliser de la Panettone), ou également  suffisamment petites pour faire des portions individuelles. Elles ont habituellement une forme rétrécie du haut vers le bas et peuvent servir de substitut aux poêles traditionnelles.

### Plat
Comme plat, une timbale est présentée dans une assiette creuse, complètement enrobée dans sa croûte. Celle-ci peut consister en une feuille de pâtisserie, de fines tranches de pain, du riz et même une couche de légumes tels que l’Aubergine. Quant à l’intérieur, il peut être composé de toutes sortes de viandes pré-cuisinées, de saucisses, fromages, légumes, pâtes associées à des herbes, épices et sauces, mélangées avec de petits bouts de pain si nécessaire. L’assemblage est ensuite cuit jusqu’à dorer la croûte et chauffer la garniture.